# Siemaszki (rejon lidzki)
Siemaszki (biał. Семашкі, Siemaszki; ros. Семашки, Siemaszki) – wieś na Białorusi, w obwodzie grodzieńskim, w rejonie lidzkim, w sielsowiecie Chodorowce.
Współcześnie w skład wsi wchodzą także dawne wsie Hubejki i Klimowicze.
Znajduje się tu przystanek kolejowy Siemaszki, położony na linii Lida – Mosty.

## Historia
W XIX i w początkach XX w. położone były w Rosji, w guberni wileńskiej, w powiecie lidzkim, w gminie Lebioda. Własność książąt Ogińskich.
W dwudziestoleciu międzywojennym leżały w Polsce, w województwie nowogródzkim, w powiecie szczuczyńskim (od 29 maja 1929, wcześniej w powiecie lidzkim), w gminie Lebioda. W 1921 Siemaszki liczyły 167 mieszkańców, zamieszkałych w 27 budynkach, w tym 118 Białorusinów, 42 Polaków i 7 osób innej narodowości. 125 mieszkańców było wyznania prawosławnego i 42 rzymskokatolickiego. Hubejki liczyły 62 mieszkańców, zamieszkałych w 11 budynkach, zaś Klimowicze 86 mieszkańców, zamieszkałych w 14 budynkach. Obie te miejscowości zamieszkiwali wyłącznie Białorusini wyznania prawosławnego.
Po II wojnie światowej w granicach Związku Sowieckiego. Od 1991 w niepodległej Białorusi.